# ساكن الحرج الأزرق اللامع
ساكن الحرج الأزرق اللامع (الاسم العلمي: Bebearia carshena)، نوع من الفراشات التي تتبع جنس ساكن الحرج وفصيلة الحورائيات. يوجد في سيراليون وليبيريا وساحل العاج وغانا ونيجيريا والكاميرون وغابون وجمهورية الكونغو وجمهورية أفريقيا الوسطىوجمهورية الكونغو الديمقراطية (أوبانجي يولي وشمال كيفو وتوبشو وإكواتور ولوالابا)، وغرب أوغندا وشمال غرب تنزانيا. يألف الغابات الكثيفة.
وتتغذى يرقاته على أنواع من نبات Marantochloa.